# Sakalava (volk)
De Sakalava (vermoedelijk: 'de lange valleien' of 'de lange rivieren') zijn een etnische groep in Madagaskar. Ze zijn donkergekleurd en hebben polynesische trekken. De Sakalava vormen de vijfde grootste etnische groep van Madagaskar.

## Verspreiding
De etnische term 'Sakalava' slaat op een grote diversiteit aan gemeenschappen. De meest Sakalava leven in een uitgestrekt gebied dat vrijwel de gehele westkust van Madagaskar beslaat. Het wordt in het noorden begrensd door Mahajanga en in het zuiden door Toliara. Veel etnische groepen in Madagaskar hebben hun wortels in de Sakalava-gemeenschap, zoals de Antaisaka, de Antankarana en de Tsimihety. De Vezo en de Mikea zijn clans van de Sakalava. Vezo leven langs de westelijke kust van Madagaskar, waar ze leven van de visvangst en Mikea leven in de droge loofbossen van het Sakalava-gebied.
Toen de Sakalava-koning Andriantsoly in de 19e eeuw vluchtte voor de Merina, trokken hij en enkele volgelingen naar het eiland Mayotte, waar hun nakomelingen nog steeds leven. Ze worden daar Kibushy genoemd.

## Geschiedenis

### Oorsprong
Over de oorsprong van de Sakalava is slechts weinig bekend. Sommige legendes verhalen over een prins genaamd Andriamisara, die zich met zijn volk vestigde aan een rivier genaamd de Sakalava, waarna het volk de naam van deze rivier overnam. Een andere theorie is dat het volk afstamt van de Zafiraminia, een van de eerste volken die de kusten van Madagaskar bewoonden.

### Het Menabe-koninkrijk
Ooit was het Menabe-koninkrijk van de Sakalava het grootste van Madagaskar. 17e-eeuwse documenten, zoals die van de jezuïet Luis Mariano en Portugese zeevaarders, maakten al melding van het Sakalava-koninkrijk, gelegen aan de westkust van Madagaskar. De Sakalava voerden tot in de 18e eeuw handel in voedsel, rum, geweren, munitie en slaven met Amerika, India en het Verre Oosten.

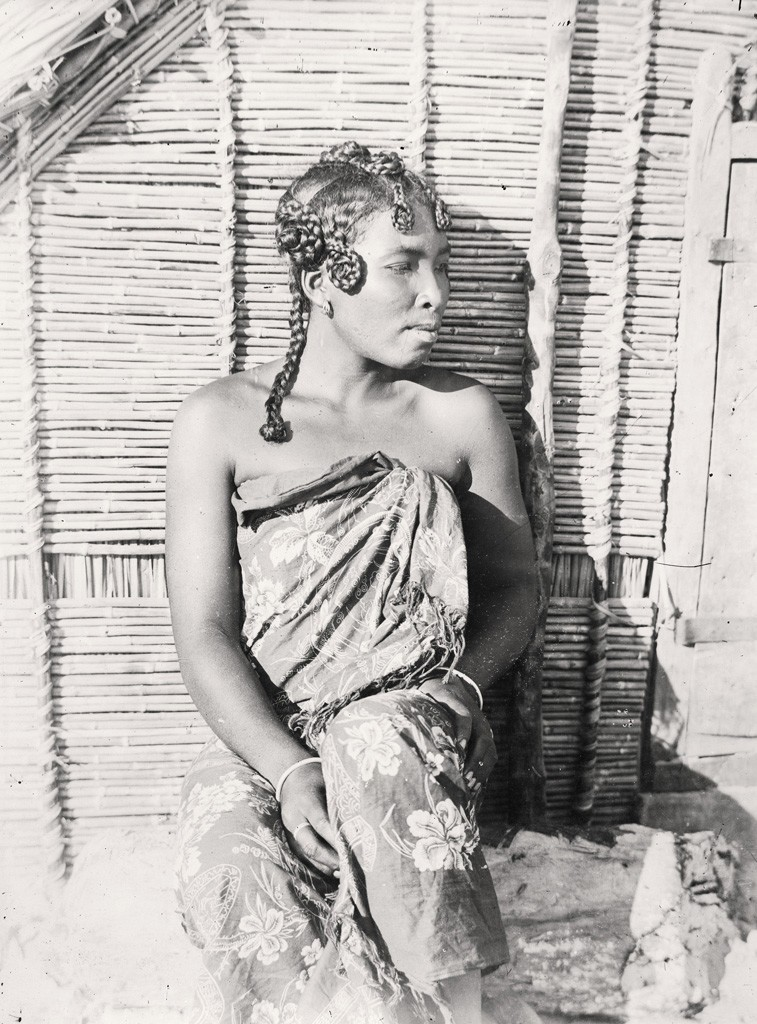
een Sakalava-vrouw rond het begin van de 20e eeuw

### Onder Franse heerschappij
Toen het Merina-koninkrijk onder koning Radama I steeds meer gebied veroverden in Madagaskar, gingen de Sakalava bondgenootschappen aan met de Fransen en de sultans van Zanzibar. Deze bondgenootschap pakte uiteindelijk niet in het voordeel van de Sakalava uit; nadat de Franse generaal J. S. Gallieni de Merina versloeg, nam hij bezit van heel het eiland. Madagaskar werd in 1896 een kolonie van Frankrijk en de Sakalava verloren hun onafhankelijkheid. De Sakalava behielden echter hun koninklijke tradities, ondanks het verbod van de Franse overheersers. Sommige Sakalava werden hierom verbannen of belandden in de gevangenis.

### Na 1960
In 1960 werd Madagaskar weer onafhankelijk. Op dat moment waren de Merina en de Betsileo de invloedrijkste stammen, maar de Sakalava bleven onafhankelijk en probeerden zich in hun gewoontes zoveel mogelijk van hen te onderscheiden. De Sakalava hebben tot op de dag van vandaag nog steeds een koningshuis.

## Maatschappij
De Sakalava zijn veehouders; de grootte van de veestapel bepaalt de status van een Sakalava-man. Vrouwen hebben bij de Sakalava een aanmerkelijk minder ondergeschikte rol dan bij andere etnische groepen in Madagaskar. 

### Koninkrijken
Heel Madagaskar, dus ook het gebied van de Sakalava, valt onder de heerschappij van een president. Toch is het territorium van de Sakalava verdeeld onder meerdere koninkrijkjes, elk met hun eigen koninklijke dynastieën. De zuidelijke Sakalava hebben hun hoofdstad in Morondava en worden bestuurd door de oorspronkelijke Maroserana-dynastie. Andrtandahifotsy stichtte deze dynastie in de 17e eeuw. De noordelijke Sakalava worden geregeerd door nakomelingen van de Maroserana-koning Andriamandisoarivo, die de dynastie in de 18e eeuw stichtte. De Bemazava-dynastie is gesticht in de 20e eeuw en is daarmee de jongste dynastie. De Bemazava zijn gezeteld in Ambanja.

### Onderscheid
De Sakalava zijn traditioneel ingedeeld volgens dit kastenstelsel:
- ampanjaka, leden van het koninklijk huis;
- vahoaka of vohitry, de 'gewone mensen';
- sambarivo, diegenen die de ampanjaka bedienen bij ceremonies;
- andevo, de slaven, meestal uit het vasteland van Afrika.

Hoewel de sambarivo laag staan op de sociale ladder, worden ze toch met respect bezien vanwege hun toewijding aan het koninklijk huis.
Verder maken de Sakalava een onderscheid tussen eigen stamgenoten, die ze tera-tany of tompontany (meesters van de bodem) noemen, en hun vahiny (gasten). Toch komen er veel huwelijken voor met personen uit andere stammen en immigranten.

## Cultuur en religie
Portugese en Franse missionarissen hadden in de 17e eeuw weinig succes bij de bekering van de Sakalava. Later kreeg het katholicisme meer invloed en wordt vaak tegelijk met het animisme beleden. Het leven van de Sakalava wordt nog steeds beheerst door spiritisme en voorouderverering.

### Verering van koninklijke dynastiën
De term tromba is bekend in heel Madagaskar, maar vindt zijn oorsprong bij de Sakalava. Tromba zijn de geesten van overleden leden van het koningshuis. Het respect voor (oorspronkelijke) koninklijke dynastieën heeft een enorme invloed op het leven van de Sakalava, sommige huisgezinnen hebben zelfs antieke koninklijke relikwieën. Deze worden in de noordoostelijke hoek van hun huis bewaard. Respect voor de koninklijke dynastieën uit zich ook in expressieve vormen, zoals zingen en dansen. De halolahy zijn speciale trommels die worden bespeeld bij ceremoniën zoals de verwelkoming in een dorp van een koninklijk persoon. 

### Begrafenissen

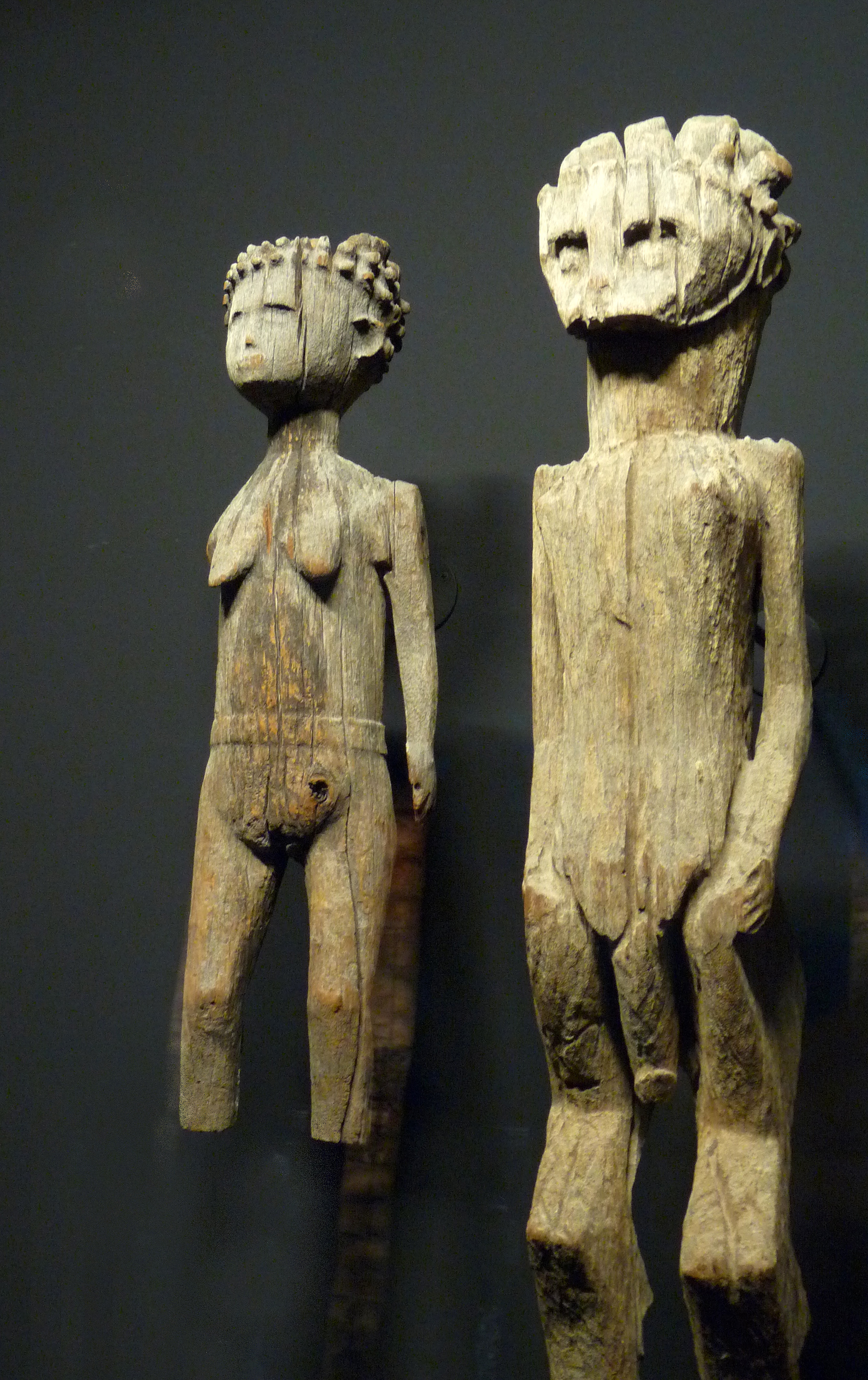
aloalo van de Sakalava

Sakalava-tombes worden izarana genoemd: 'de plaats waar we gescheiden werden'. Tijdens het maken van een tombe, wat enkele weken duurt, wordt de overleden persoon binnenkamers gehouden. Net als bij de Mahafaly en de Antandroy worden zeboe's geofferd en de tombe versierd met hun hoorns en aloalo, houten beeldjes die vaak het leven van de overleden persoon uitbeelden. Deze beeldjes worden zo geplaatst dat hun gezichten naar het oosten gericht zijn. 
In het verleden brachten de Sakalava mensenoffers bij de begrafenis van een belangrijk persoon, zoals een koning. De laatste geregistreerde mensenoffer bij een begrafenis was in 1850.

### Fady
Net als bij andere etnische groepen wordt het leven van de Sakalava sterk beïnvloed door fady, de Malagassische term voor verboden handelingen. In sommige woonplaatsen is het voor vrouwen bijvoorbeeld fady om vis te eten of om in de deuropening te zitten.
Veel fady worden bepaald door vintana, het lot bepaald door de stand van de hemellichamen. Zo is het voor de Sakalava fady om op bepaalde dagen ceremonies voor de koninklijke familie te houden.

### Klederdracht
De klederdracht van de Sakalava onderscheidt zich van die van andere volkeren in Madagaskar. Mannen dragen vaak een kitamby, een rok die om hun taille is gewikkeld. Vrouwen en sommige mannen dragen een lamba(boany), een erg kleurrijke doek. De Sakalava-vrouwen dragen hun kinderen in hun lamba als ze aan het werk zijn. Vaak dragen ze ook een kisaly om hun hoofd gewikkeld, een doek met kleuren die op de lamba is afgestemd.